# Nat King Cole
Nat „King” Cole (Montgomery, Alabama, 1919. március 17. – Santa Monica, Kalifornia, 1965. február 15.) Grammy-díjas amerikai jazz-muzsikus, énekes, zongorista.
Zenészek családjában született.  Tizenkét éves korától klasszikus zenét tanult. Zongorázni anyja tanította, aki a templomban orgonált, és a kisfiú igencsak tehetségesnek bizonyult. Tizenkét évesen már Bachot és Rahmanyinovot játszott.
Amikor családja Chicagóba költözött, elsajátította a nagyváros zenei anyanyelvét, a dzsesszt.
Első szerződését egy Broadway-színházhoz kapta. Ezután Los Angelesben klubokban zenélt. Huszonhárom éves korában triót alakított Oscar Moore gitárossal és Wesley Prince bőgőssel. Az 1940–50-es években volt a csúcson. Szívesen énekelt popszámokat is. Nature Boy című kislemeze feljutott a slágerlisták csúcsára (1948). Az 1950–60-as években a Sweet Lorraine, az It’s Only Papermoon, a Route 66, és a Mona Lisa című számai szerepeltek előkelő helyeken az amerikai slágerlistán.
Filmekben is szerepelt, például 1958-ban a St. Louis Blues-ban, 1965-ben a Cat Ballou-ban.
Lánya, Natalie Cole szintén ismert, sikeres énekes lett.

## Diszkográfia
- Best Of Nat „King” Cole (EMI Records, 1968)
- L-O-V-E (EMI Records, 1965)
- Nat „King” Cole Sings, George Shearing Plays (Gold Rush, 1962)
- Ramblin' Rose (Gold Rush, 1962)
- The Christmas Song (Capitol) (EMI Records, 1961)
- The Billy May Sessions (EMI Records, 1961)
- Tell Me All About Yourself/The Touch… (EMI (Import), 1960)
- At The Sands (EMI Records, 1960)
- Big Band Cole (EMI Records, 1959)
- Everytime I Feel The Spirit (EMI Records, 1959)
- To Whom It May Concern (EMI Records, 1959)
- The Very Thought Of You (EMI Records, 1958)
- Cole Espanol, Vol. 1 (EMI Records, 1958)
- Just One Of Those Things (Gold Rush, 1957)
- Love Is The Thing (Gold Rush, 1957)
- The Complete After Midnight Sessions (Gold Rush, 1956)
- Ballads Of The Day (EMI Records, 1956)
- The Piano Style Of Nat „King” Cole (EMI Records, 1955)
- Anatomy Of A Jam Session (Black Lion, 1945)

## Filmográfia
- Citizen Kane (1941)
- Here Comes Elmer (1943)
- Pistol Packin' Mama (1943)
- Pin Up Girl (1944)
- Stars on Parade (1944)
- Swing in the Saddle (1944)
- See My Lawyer (1945)
- Breakfast in Hollywood (1946)
- Killer Diller (1948)
- Make Believe Ballroom (1949)
- The Blue Gardenia (1953)
- Small Town Girl (1953)
- Rock 'n' Roll Revue (1955)
- Rhythm and Blues Revue (1955)
- Basin Street Revue (1956)
- The Scarlet Hour (1956)
- Istanbul (1957)
- China Gate (1957)
- St. Louis Blues (1958)
- Night of the Quarter Moon (1959)
- Schlager-Raketen (1960)
- Cat Ballou (1965)